# Temple Bar (Londen)

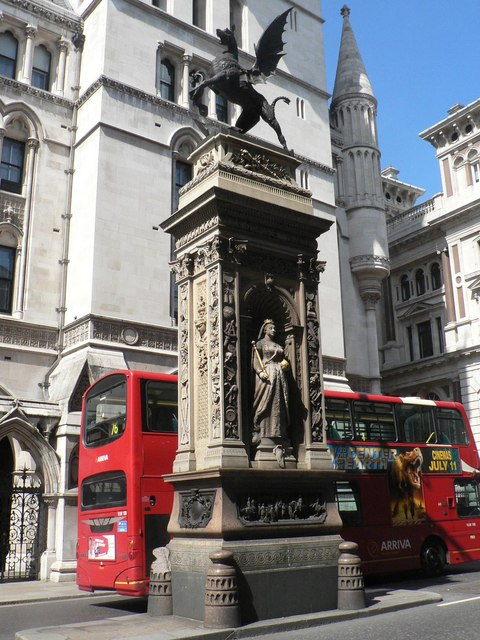
Temple Bar

Temple Bar is een monument in Londen dat de grens tussen de City of London en de City of Westminster markeert. Hier gaat Fleet Street over in de Strand. Naast het monument zijn de Royal Courts of Justice, een rechtbank waar onder meer het hooggerechtshof voor Engeland en Wales gevestigd is.
Als belangrijkste toegangspunt van Londen vanuit Westminster is dit traditioneel de plek waar de Britse monarch bij een bezoek aan Londen verwelkomd wordt door de burgemeester, die het rijkszwaard aan de koning of koningin overhandigt als teken van trouw aan de kroon.
Het monument bij Temple Bar stamt uit 1880. Dit victoriaanse bouwwerk in neorenaissance-stijl werd ontworpen door de architect Horace Jones, die ook Tower Bridge ontwierp. Het monument omvat standbeelden van koningin Victoria en de toenmalige kroonprins, de latere koning Eduard VII, gebeeldhouwd door Joseph Boehm. Boven op de sokkel staat een beeld van een "griffioen" (eigenlijk een draak). Dit beeld is gemaakt door Charles Bell Birch.
De benaming Temple Bar wordt ook gebruikt voor de stadspoort van Christopher Wren die van de 17e tot de 19e eeuw bij Temple Bar stond. Deze poort staat sinds 2004 op een nieuwe plek tussen St Paul's Cathedral en de nieuwbouw van Paternoster Square.
Temple Bar wordt genoemd in a A Tale of Two Cities van Charles Dickens en werk van onder meer Herman Melville en Virginia Woolf. In Stoneheart van de Britse kinderboekenschrijver Charlie Fletcher komt de draak boven op het monument tot leven.

## Geschiedenis

### Middeleeuwse poort
In de middeleeuwen reikte de City of Londen op sommige plekken verder dan de oude stadsmuren. Om de handel te reguleren werden barrières opgericht op sommige plekken waar de werkelijke grens veel verder lag dan de oorspronkelijke stadspoort. Temple Bar was de bekendste van deze barrières, aangezien het de verbinding vormde tussen het Engelse handelscentrum (Londen) en het politieke centrum (Westminster). Het werd vernoemd naar de nabijgelegen 12e-eeuwse kerk Temple Church.
De eerste vernoeming van Temple Bar was in 1293. Het was waarschijnlijk een zeer eenvoudige barrière, niet meer dan een ketting tussen twee palen. Deze werd al snel vervangen met een poortgebouw. Tijdens de Engelse Boerenopstand in 1381 raakte de poort zwaar beschadigd. In de late middeleeuwen stond er een houten poortgebouw. Het deel van het gebouw boven de doorgang werd gebruikt als gevangenis.

### Poort van Christopher Wren

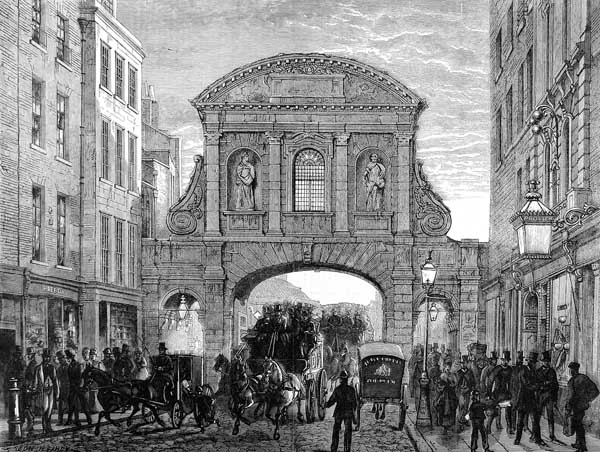
Temple Bar in 1870

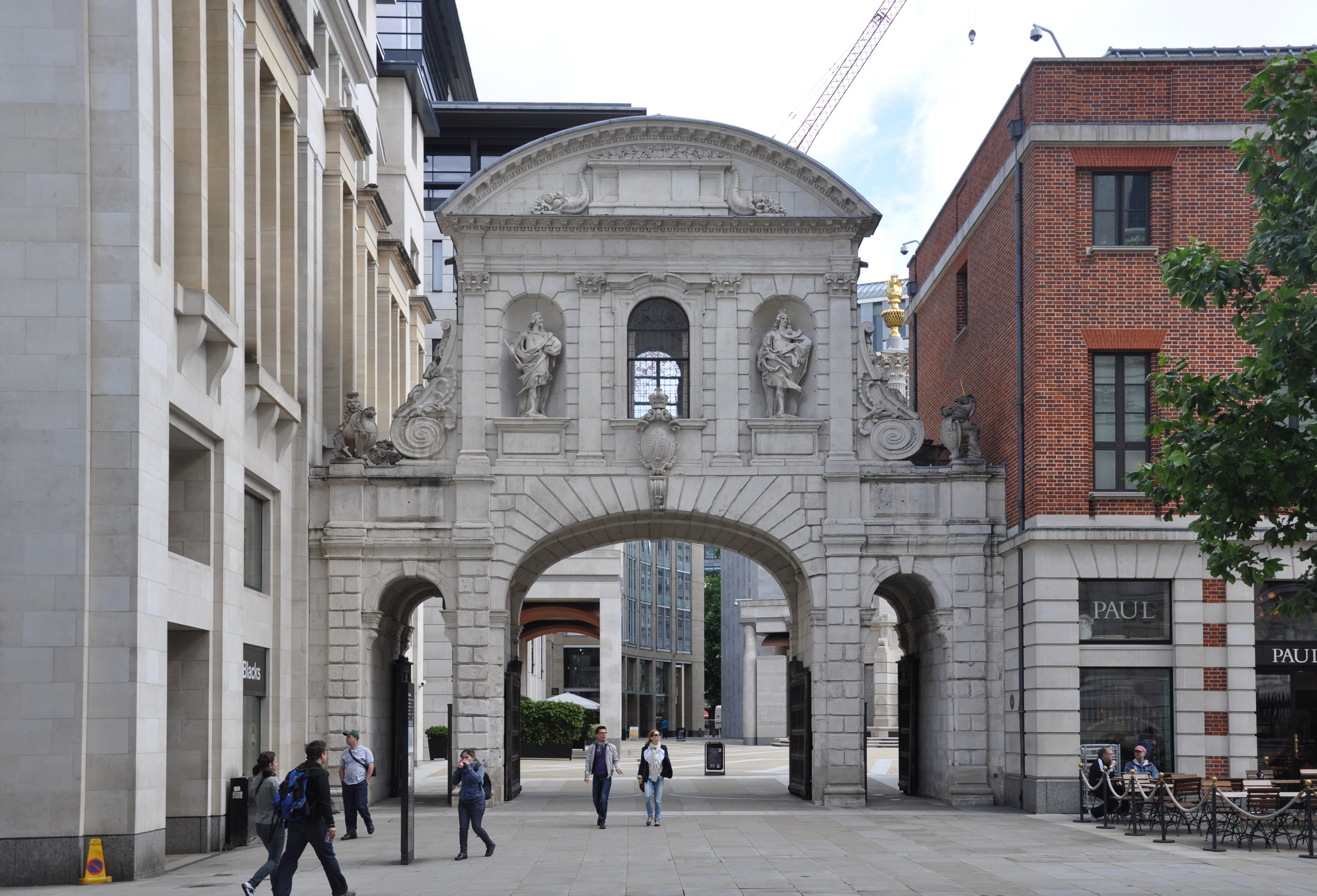
De voormalige poort van Temple Bar op de huidige locatie bij Paternoster Square

Hoewel de poort niet beschadigd raakte in de Grote brand van Londen in 1666, werd niettemin besloten om het houten gebouw te vervangen met een poort van steen. De poort, ontworpen door Christopher Wren op commissie van koning Karel II, werd gebouwd in de periode 1669-1672. Het nog bestaande bouwwerk van Portlandsteen telt twee verdiepingen, met een centrale boog voor straatverkeer en twee kleinere bogen voor voetgangers. Boven op de poort staan vier standbeelden: aan westelijke kant van Karel II en zijn vader Karel I, aan oostelijke kant van de ouders van Karel I, koning Jacobus I en zijn koningin Anna van Denemarken.
In de 17e eeuw werden regelmatig de afgehakte hoofden van tot de dood veroordeelde verraders op het dak van de poort tentoongesteld. Temple Bar bleef staan als enige van de zeven hoofdpoorten van Londen; de andere poorten (Ludgate, Newgate, Aldersgate, Cripplegate, Moorgate, Bishopsgate en Aldgate) werden allen voor het einde van de 18e eeuw afgebroken.
Wegens het toenemende verkeer besloot de City of Londen in de jaren 1870 om de straat te verbreden. De poort werd ontmanteld en de 2700 stenen werden opgeslagen. In 1880 kocht de brouwer Henry Meux de poort en liet het herbouwen bij zijn landhuis, Theobalds House in Hertfordshire. In 1984 werd de poort gekocht door de Temple Bar Trust voor het symbolische bedrag van 1 Britse pond en in 2004 verplaatst naar Paternoster Square, direct ten noorden van St Paul's Cathedral.